# Les Espoirs de Coronthie
Les Espoirs de Coronthie est un groupe de musique guinéen de genre musique traditionnelle.
Crée en 1999 par des jeunes d'un quartier populaire de la capitale. Ils chantent en Sousou et utilisent des instruments traditionnels : balafon, guitare, kora, chœurs, castagnettes, djembé, gongoma, batá.

## Biographie

### Début
Ils sont originaires de  Conakry en  Guinée, plus d'une dizaine de membres dont les membres chanteurs sont : Mangé, Sanso et  Macheté
À bas âge, ils décident de  quitter l'école, et partent chanter les louanges des personnes riches dans les bars de Conakry, avec leurs instruments tradi-modernes.

### Suite
En 1998, ils rencontrent Antoine Amigues, musicien français, aujourd'hui membre du groupe. Ils enregistrent Dunyua Iguiri, qui va connaître un grand succès[réf. nécessaire].
Aujourd'hui ils sont vus comme des talents sûrs et valorisateurs des instruments guinéen.
Le groupe a séduit largement le public guinéen en parcourant les routes de l'Afrique et d'Europe,.

## Prix et reconnaissances
- 2002 : Djembé d'or du meilleur album traditionnel et Djembé d’or Meilleur groupe en Guinée.
- 2004 : Djembé d’or meilleur album traditionnel et Djembé d’or meilleur album en Guinée.
- 2007 : Prix podium Magazine[4],[5].

## Discographie
Source : mali.sola.fr